# Liste der Kulturdenkmäler in Griebelschied
In der Liste der Kulturdenkmäler in Griebelschied sind alle Kulturdenkmäler der rheinland-pfälzischen Ortsgemeinde Griebelschied aufgeführt. Grundlage ist die Denkmalliste des Landes Rheinland-Pfalz (Stand: 12. Juni 2023).

## Einzeldenkmäler
| Bezeichnung         | Lage                         | Baujahr | Beschreibung                                                                              | Bild            |
| ------------------- | ---------------------------- | ------- | ----------------------------------------------------------------------------------------- | --------------- |
| Evangelische Kirche | Hauptstraße, bei Nr. 14 Lage |         | im Kern spätmittelalterlicher Saalbau mit Dachreiter; Ausstattung aus dem 18. Jahrhundert | Fotos hochladen |